# Протоэламское письмо

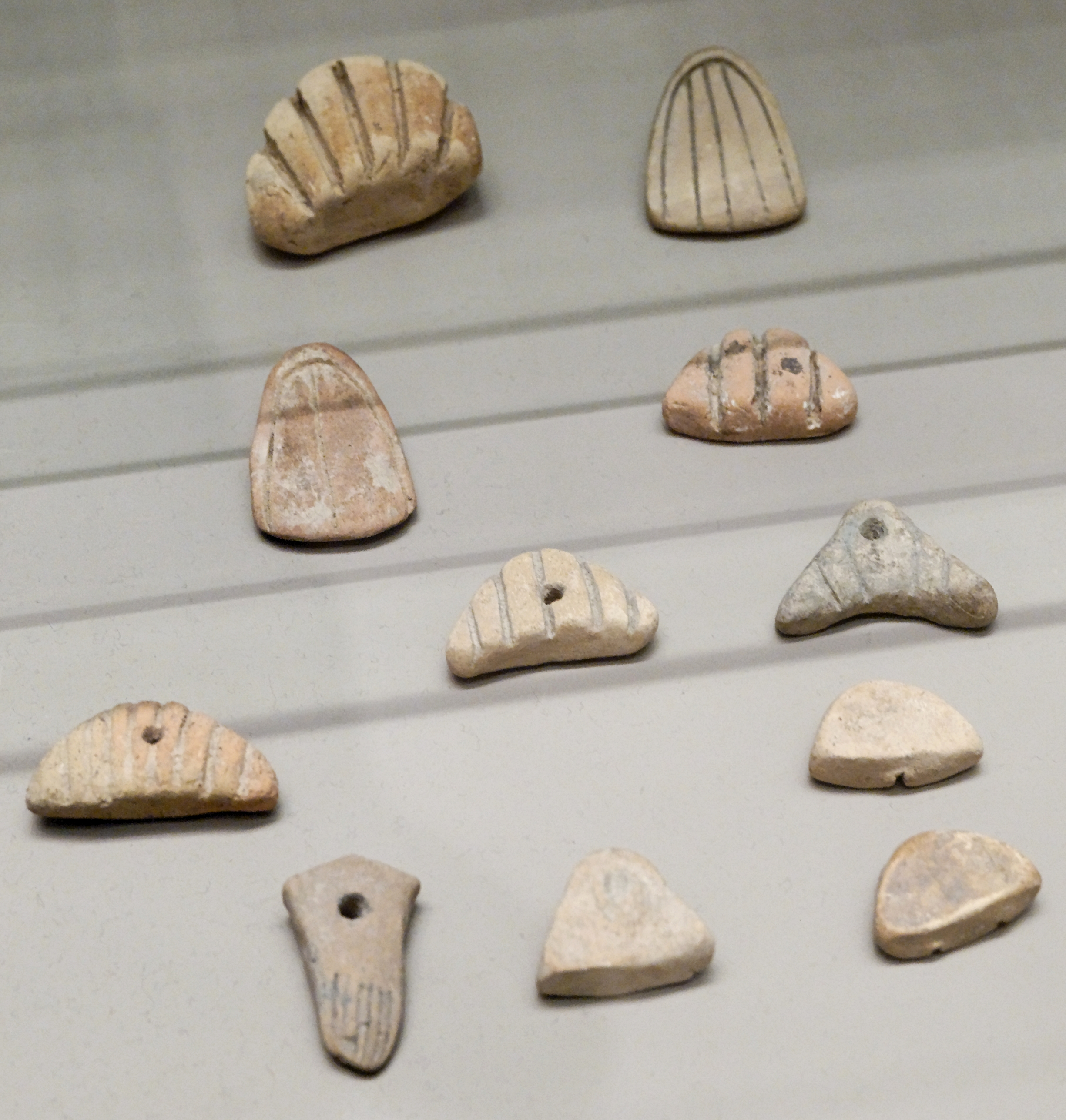
Глиняные счётные знаки, Сузы, Урукский период, около 3500 г. до н. э. Отдел восточных древностей, Лувр.

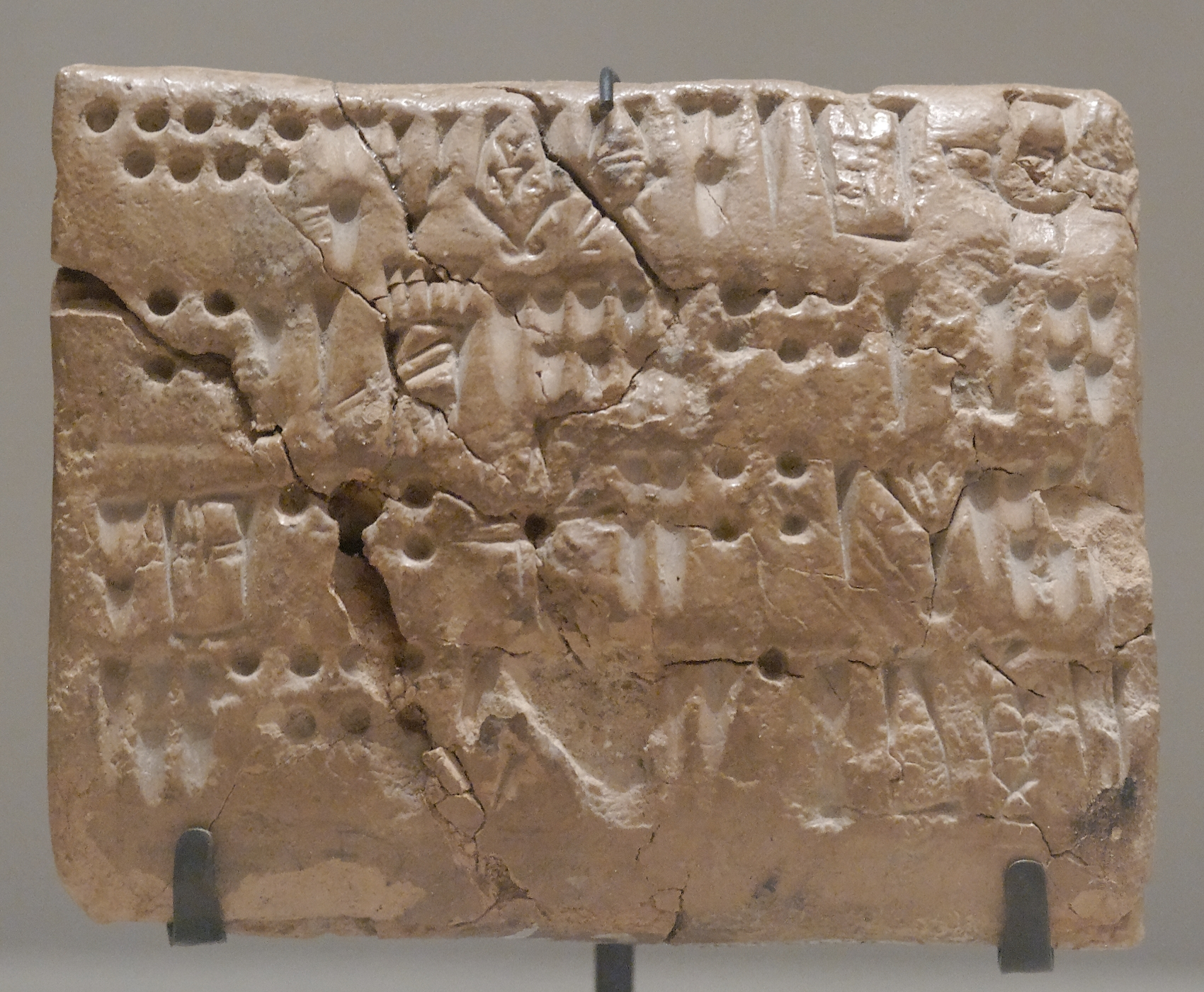
Табличка с числовыми знаками. Тепе-Сиалк, Сузы, урукский период (3200 — 2700 гг. до н. э.). Отдел восточных древностей, Лувр.

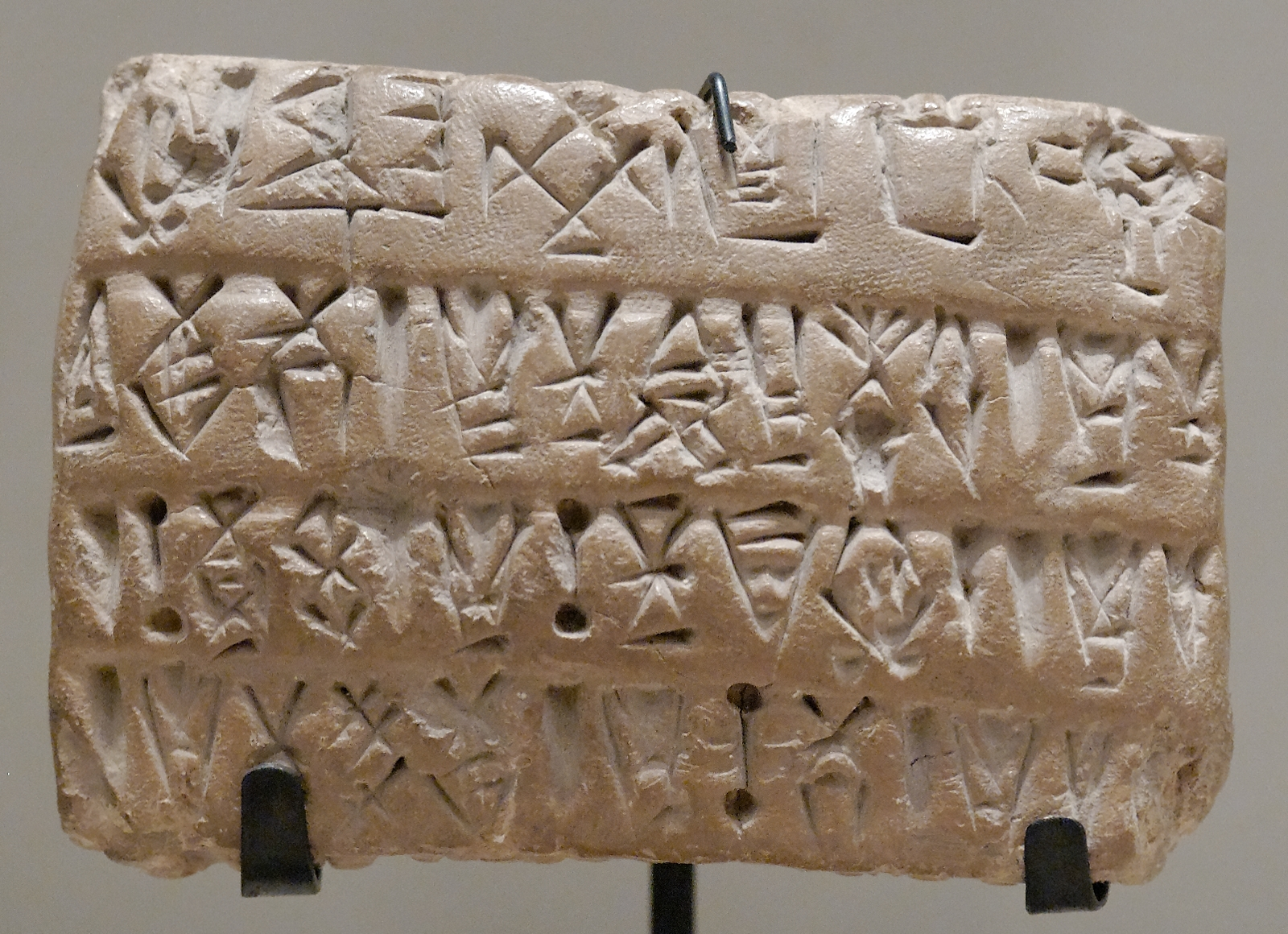
Бухгалтерская табличка с числовыми знаками. Сузы, урукский период (3200 — 2700 гг. до н. э.). Отдел восточных древностей, Лувр.

Протоэламское письмо — система письма эпохи раннего бронзового века, краткое время использовавшаяся протоэламской цивилизацией до появления эламской клинописи. Не дешифрована, предположительно служила для записи эламского языка. Остаётся спорным вопрос о том, являлась ли данная письменность предком эламского линейного письма, дешифрованного в 2020 году.

## Общая характеристика
Некоторые из знаков протоэламского письма напоминают более ранние знаки протоклинописи позднего урукского периода — возможно, оба вида письменностей восходят к общему источнику. В то время как знаки протоклинописи располагались по принципу визуальной иерархии, то есть сохраняли дописьменный, идеографический характер, протоэламское письмо записывалось в строку: числовые знаки следовали за объектами, к которым они относились; некоторые нечисловые знаки представляли собой «образы» предметов, которые они передавали, однако внешний вид большинства знаков абстрактен.
Протоэламское письмо использовалось краткое время около 3000 года до н. э. (предположительно одновременно с периодом Урук III, или джемдет-насрским периодом в Месопотамии), тогда как линейное эламское письмо засвидетельствовано в течение такого же краткого периода в последней четверти III тысячелетия до н. э.
Сторонники гипотезы эламо-дравидского родства указывают на сходство знаков протоэламского письма с хараппским письмом.

### Корпус надписей
Протоэламская письменность использовалась на довольно большой географической территории от Суз на западе до Тепе-Яхья на востоке, и возможно, даже за пределами очерченного региона. Известный корпус надписей состоит из около 1600 табличек, подавляющее большинство которых обнаружено в Сузах, в том числе:
- Сузы (более 1500 табличек)
- Аншан (более 30 табличек)
- Тепе-Яхья (27 табличек)
- Тепе-Сиалк (22 табличек)
- Джирофт (2 таблички)
- Озбаки (одна табличка)
- Шахри-Сухте (одна табличка)

### Надписи со спорным статусом
Ряд объектов с надписями, найденных в таких местах, как Газир, Чога-Миш или Хисар, нельзя с уверенностью отнести к образцам протоэламской письменности. Таблички из Газира и Чога-Миш — это таблички в стиле периода Урук IV или с числовыми записями, тогда как хиссарский объект классификации не поддаётся. Большинство табличек, найденных в Тепе-Сиалк, тоже вряд ли можно отнести к протоэламским, но скорее относятся к периоду тесных контактов между Месопотамией и Ираном, то есть периодам Урук V—IV.